# Bill Viola
Bill Viola (New York, 25 januari 1951 – Long Beach (Californië), 12 juli 2024) was een Amerikaanse kunstenaar die internationaal bekend werd met zijn bijdragen tot de videokunst.

## Levensloop
Viola groeide op in Queens en Westbury. Hij bezocht P.S. 20, waar hij leider was van de tv-afdeling. Hij vervolgde zijn studie aan de Universiteit van Syracuse die hij in 1973 verliet als 'Bachelor of Arts'. Daarna werkte hij als videotechnicus bij het Everson Museum of Art in Syracuse. Tussen 1973 en 1980 werkte hij samen met de componist David Tudor binnen de groep "Rainforest", die later "Composers Inside Electronics" heette. Tussen 1974 en 1976 werkte hij als technisch assistent bij Art/Tapes/22, een experimentele videowerkplaats in Florence, waar hij Nam June Paik, Bruce Nauman, en Vito Acconci ontmoette. Tussen 1976 en 1983 was hij artist in residence bij het WNET Thirteen Television Laboratory in New York. In 1976 en 1977 reisde hij naar de Salomonseilanden en naar Java om traditionele theateropvoeringen op te nemen.
In 1977 werd Viola uitgenodigd door Kira Perov zijn werk te vertonen op de 'La Trobe University' Melbourne. Hij zou later met Kira Perov trouwen en een vruchtbare samenwerking opbouwen. In 1980 woonden zij samen anderhalf jaar in Japan met een werkbeurs van een Amerikaans-Japans uitwisselingsprogramma. In Japan studeerde hij boeddhisme bij zenmeester Daien Tanaka en was artist in residence bij Sony.
In 1983 werd Viola videodocent aan het California Institute of the Arts in Valencia, Californië. In 1995 nam Viola voor de VS deel aan de 46e biënnale van Venetië. Daarvoor maakte hij de serie Buried Secrets. Daartoe behoort een van zijn bekendste werken The Greeting, een hedendaagse interpretatie van Pontormo's Visitatie. In 1997 werd een grote retrospectieve tentoonstelling georganiseerd door het Whitney Museum of American Art.
In 1998 was hij onderzoeker aan het J. Paul Getty Museum in Los Angeles. Viola werd in 2000 uitgekozen voor toelating tot de American Academy of Arts and Sciences.
In 2002 maakte hij Going Forth By Day, een digitaal 'fresco' voor de Deutsche Guggenheim in Berlijn en het Guggenheim Museum in New York. In 2003 werd The Passions geëxposeerd in Los Angeles, Londen, Madrid en Canberra. Dit was een grote verzameling langzame, emotioneel opgeladen werken geïnspireerd door religieuze renaissanceschilderijen.
In 2004 maakte Viola de videokunst voor een opvallende enscenering van Richard Wagners opera Tristan und Isolde, in samenwerking met regisseur Peter Sellars en dirigent Esa-Pekka Salonen. Deze versie ging in première in de Opéra national de Paris in 2005 en is sindsdien in vele operahuizen opgevoerd.
In mei 2014 plaatste Viola in Saint Paul’s Cathedral in Londen op vraag van de deken van de kathedraal een installatie getiteld ‘Martyrs’. Aan de hand van de 4 elementen, aarde, lucht, vuur en water wordt het menselijk bestaan in beeld gebracht. In 2017 volgde een tweede werk, over het leven van Maria, de Moeder van Jezus van Nazareth. Het gaat om twee permanente installaties, die eigendom zijn van Tate Gallery, maar in langlopend bruikleen in de kathedraal zijn ondergebracht.
Bill Viola woonde met zijn vrouw en twee kinderen in Long Beach in Californië. Viola overleed op 12 juli 2024 op 73-jarige leeftijd, door complicaties door de ziekte van Alzheimer.

## Werk
Bill Viola exposeerde zijn werk op de belangrijkste locaties voor beeldende kunst.
Zijn werk gaat over centraal menselijke thema's als geboorte, dood, liefde, emotie en een soort humanistische spiritualiteit. Hij heeft zich steeds laten inspireren door mystieke tradities zoals zenboeddhisme, christelijke mystiek en soefisme. Zijn werken doen vaak schilderachtig aan. Doordat de beelden zeer langzaam bewegen kan de toeschouwer diep in de verschillende betekenislagen 'wegzakken'.

## Solotentoonstellingen
- 1973 "New Video Work," Everson Museum of Art, Syracuse, New York
- 1974 "Bill Viola: Video and Sound Installations," The Kitchen, New York
- 1979 "Projects: Bill Viola," The Museum of Modern Art, New York
- 1983 "Bill Viola," ARC, Musée d'Art Moderne de la Ville de Paris, Frankrijk
- 1985 "Summer 1985," Museum of Contemporary Art, Los Angeles
- 1985 "Bill Viola," Moderna Museet, Stockholm, Zweden
- 1987 "Bill Viola: Installations and Videotapes," The Museum of Modern Art, New York
- 1988 "Bill Viola: Survey of a Decade," Contemporary Arts Museum, Houston, Texas
- 1989 "Bill Viola," Fukui Prefectural Museum of Art, Fukui City, Japan,
- 1990 "Bill Viola: The Sleep of Reason," Fondation Cartier pour l'Art Contemporain, Jouy-en-Josas, Frankrijk
- 1991 "Bill Viola: The Passing," South London Gallery, Londen, Engeland
- 1992 "Bill Viola: Nantes Triptych," Chappelle de l'Oratoire, Musée des Beaux-Arts, Nantes, Frankrijk
- 1992 "Bill Viola," Donald Young Gallery, Seattle, Washington (vijf installaties)
- 1992 "Bill Viola: Two Installations," Anthony d'Offay Gallery, Londen, Engeland
- 1992 "Bill Viola. Unseen Images," Städtische Kunsthalle Düsseldorf, Düsseldorf, Duitsland. Ook in: Moderna Museet, Stockholm, Zweden (1993); Museo Nacional Centro de Arte Reina Sofia, Madrid, Spanje (1993); Musée Cantonal des Beaux-Arts, Lausanne, Zwitserland (1993); Whitechapel Art Gallery, Londen, Engeland (1993), Tel Aviv Museum of Art, Israël (1994)
- 1994 "Bill Viola: Stations," American Center inaugural opening, Parijs, Frankrijk
- 1994 "Bill Viola: Território do Invisível/Site of the Unseen," Centro Cultural/Banco do Brazil, Rio de Janeiro, Brazilië
- 1995 "Buried Secrets," Pavilioen van de USA, 46e Biënnale van Venetië, Italië. Ook in Kestner-Gesellschaft, Hannover, Duitsland (1995); Arizona State University Art Museum (1996)
- 1996 "Bill Viola: New Work," Savannah College of Art and Design, Savannah, Georgia (installatie)
- 1996 "Bill Viola: The Messenger," Durham Cathedral, Visual Arts UK 1996, Durham, Engeland. Ook in South London Gallery, Londen, Engeland (1996); Video Positiva-Moviola, Liverpool, Engeland; The Fruitmarket Gallery, Edinburgh, Schotland; Oriel Mostyn, Gwynedd, Wales; The Douglas Hyde Gallery, Trinity College, Dublin, Ierland (1997)
- 1997 “Bill Viola: Fire, Water, Breath,” Guggenheim Museum (SoHo), New York
- 1997 “Bill Viola: A 25-Year Survey” georganiseerd door het Whitney Museum of American Art (catalogus). Ook in: Los Angeles County Museum of Art; Whitney Museum of American Art, New York (1998); Stedelijk Museum Amsterdam (1998) (catalogus); Museum für Moderne Kunst, Frankfurt, Duitsland (1999); San Francisco Museum of Modern Art, Californië (1999); Art Institute of Chicago, Illinois (1999-2000)
- 2000 “The World of Appearances,” Helaba Main Tower, Frankfurt, Duitsland (permanente installatie)
- 2000 “Bill Viola: New Work,” James Cohan Gallery, New York
- 2001 “Bill Viola: Five Angels for the Millennium,” Anthony d'Offay Gallery, Londen
- 2002 "Bill Viola: Going Forth By Day," Deutsche Guggenheim, Berlijn
- 2003 "Bill Viola: The Passions," Getty Museum, Los Angeles
- 2003 "Bill Viola," Kukje Gallery, Seoel, Zuid-Korea
- 2003 "Bill Viola: Five Angels for the Millennium," Ruhrtriennale, Gasometer, Oberhausen, Duitsland
- 2003 "Bill Viola: The Passions," National Gallery, Londen
- 2004 "Bill Viola: Temporality and Transcendence," Guggenheim, Bilbao, Spanje
- 2005 "Bill Viola: The Passions," Fundación "la Caixa," Madrid, Spanje
- 2005 "Bill Viola Visions," ARoS Århus Kunstmuseum, Århus, Denemarken
- 2005 "Bill Viola," James Cohan Gallery, New York, USA
- 2005 "Tristan und Isolde," operapremière bij de Opéra National de Parijs, Frankrijk
- 2006 "Bill Viola – Video," 2006 NORD/LB Kunstprijs, Kunsthalle Bremen, Bremen, Duitsland
- 2006 "LOVE/DEATH The Tristan Project," Haunch of Venison, Londen, UK
- 2007 "Bill Viola: Hatsu-Yume (First Dream)," Hyōgo Prefectural Art Museum, Kobe, Japan
- 2009-2010 "Bill Viola: Intimate Works", Museum De Pont, Tilburg, Nederland